# Полосков, Анатолий Александрович
Анато́лий Алекса́ндрович Полоско́в (укр. Анатолій Олександрович Полосков; род. 31 января 1968 года, г. Архангельск) — украинский предприниматель и государственный деятель, председатель Закарпатской областной государственной администрации с 7 декабря 2020 года.

## Биография
Родился 31 января 1968 года в Архангельске.
С 1990 года живет и работает в Закарпатье.
В 1997 окончил Национальную юридическую академию Украины имени Ярослава Мудрого по специальности «правоведение».
Работал на различных должностях в банковском секторе, занимался предпринимательской деятельностью в Закарпатской области.
С 2011 по 2020 год был директором винодельческой компании «Шато Чизай» в городе Берегово Закарпатской области.
7 декабря 2020 года указом Президента Украины Владимира Зеленского назначен председателем Закарпатской областной государственной администрации.
Женат, супруга — Марианна, сын — Анатолий.